# Tragic Idol
Albums de Paradise Lost
Faith Divides Us Death Unites Us
(2009) The Plague Within
(2015)
Tragic Idol est le treizième album du groupe Paradise Lost sorti en 2012.

## Liste des chansons
1. Solitary One - 4:08
2. Crucify - 4:08
3. Fear of Impending Hell - 5:25
4. Honesty in Death - 4:08
5. Theories from Another World - 5:02
6. In This We Dwell - 3:55
7. To the Darkness - 5:09
8. Tragic Idol - 4:35
9. Worth Fighting For - 4:12
10. The Glorious End - 5:23

### Chansons bonus
1. Ending Through Changes - 4:09
2. Never Take Me Alive - 4:48
3. The Last Fallen Saviour - 3:41

## Membres du groupe
- Nick Holmes - chant
- Greg Mackintosh - guitare
- Aaron Aedy - guitare
- Steve Edmonson - basse
- Adrian Erlandsson - batterie